# 南公营子镇
南公营子镇，是中华人民共和国辽宁省朝阳市喀喇沁左翼蒙古族自治县下辖的一个乡镇级行政单位。

## 行政区划
南公营子镇下辖以下地区：
南村、东村、李杖子村、白草沟村、大三家子村、魏家庄村、四道营子村、黄花店村、小店村和西村。